# Amnicolidae
Amnicolidae is een familie van weekdieren uit de klasse van de Gastropoda (slakken).

## Onderfamilies
- Amnicolinae Tryon, 1863
- Baicaliinae P. Fischer, 1885